# مقبرة الحبيبية
مقبرة الحبيبية هي مقبرة يهودية تقع في بغداد، العراق، تحديدًا في منطقة الحبيبية بالقرب من مدينة الصدر. تحتوي المقبرة على أكثر من 4000 قبر، وقد تم بناؤها في عام 1975 بأمر من صدام حسين كبديل للمقبرة القديمة في منطقة النهضة. الارض في الحبيبية قدمت بدون اي مقابل مادي من قبل شخص ارمني لقبه حبيبيان، والذي نقل الرفات وانشئ المقبرة بالأعمال الهندسة المدنية وكذالك بدون اي مقابل مادي هو المهندس والمقاول عدنان نصري ميخائيل بطلب من جاره شخص يهودي اسمه إبراهيم شوحيط ( ابو يوسف ) في أواخر السبعينات.

## تاريخ
كانت المقبرة اليهودية القديمة تقع في وسط بغداد، في الموقع الحالي لكراج النهضة. ومع توسع العاصمة، أصبحت هذه المقبرة عائقًا أمام التنمية الحضرية، مما دفع السلطات في عام 1975 إلى اتخاذ قرار بنقل المقبرة إلى خارج المدينة. حينها، تبرع رجل يهودي عراقي يُعرف بميا دانيال بمساحة كبيرة من الأرض تبلغ خمسة دونمات لتكون مقبرة للطائفة الموسوية. بالإضافة إلى مبلغ قدره مليون دينار بهدف نقل جثث أعضاء الطائفة من اليهود العراقيين إلى الموقع الجديد وبناء قبورهم. وقد دُفع المبلغ من قبل صدام حسين.
حتى عام 2003، كانت وزارة الأوقاف مسؤولة عن المقبرة. وبعد حل الوزارة، تم نقل المسؤولية بالكامل إلى الطائفة اليهودية، التي اتخذت من شارع النهر مقرًا لها، وأصبحت مسؤولة تمامًا عن المقبرة، بما في ذلك دفع فواتير الماء والكهرباء، ورواتب العمال في المقبرة. بالإضافة إلى ترميم القبور وشواهد القبور.
ومن أبرز من دفن فيها:
عزرا ناجي زلخا وزوجته روان وعدد من الذين أُعدموا معهم في ساحة التحرير عام 1969 بتهمة التجسس لصالح إسرائيل. وطبيبة يهودية كانت مديرة مستشفى الواسطي للصدمات تُدعى فيوليت شانا.

## طقوس واعتقادات
يزور بعض المسلمين، وخاصة النساء، المقبرة لطلب البركة من رجل يُدعى بليبل، الذي يُقال إن نسبه يعود إلى النبي موسى. يقومون بإشعال الشموع ومسح قبره بالحناء. وغالبًا ما تتوجه النساء العقيمات للصلاة في هذا المكان.

## وصلات خارجية
- أكبر مقبرة لليهود في العراق: أسرار خلف الأسوار